# Gmina Tønder (1970–2006)
Gmina Tønder (duń. Tønder Kommune) – w latach 1970–2006 (włącznie) jedna z gmin w Danii w okręgu południowej Jutlandii (Sønderjyllands Amt). 
Siedzibą władz gminy było miasto Tønder. 
Gmina Tønder została utworzona 1 kwietnia 1970 na mocy reformy podziału administracyjnego Danii. Po kolejnej reformie w 2007 r. weszła w skład nowej gminy Tønder.

## Dane liczbowe
- Liczba ludności: (♀ 6 074 + ♂ 6 388) = 12 462
  - wiek 0-6: 8,0%
  - wiek 7-16: 13,7%
  - wiek 17-66: 63,4%
  - wiek 67+: 14,9%
- zagęszczenie ludności: 67,7 osób/km²
- bezrobocie: 5,4% osób w wieku 17-66 lat
- cudzoziemcy z UE, Skandynawii i USA: 239 na 10.000 osób
- cudzoziemcy z krajów Trzeciego Świata: 303 na 10.000 osób
- liczba szkół podstawowych: 6 (liczba klas: 75)